# Адровиц, Аттила
А́ттила А́дровиц (венг. Attila Adrovicz; 8 апреля 1966, Будапешт) — венгерский гребец-байдарочник, выступал за сборную Венгрии во второй половине 1980-х — первой половине 1990-х годов. Серебряный призёр летних Олимпийских игр в Атланте, серебряный и бронзовый призёр чемпионатов мира, победитель многих регат национального и международного значения.

## Биография
Аттила Адровиц родился 8 апреля 1966 года в Будапеште. Активно заниматься греблей на байдарке начал в раннем детстве, проходил подготовку в будапештском спортивном клубе «Уйпешти».
Первого серьёзного успеха на взрослом международном уровне добился в 1986 году, когда попал в основной состав венгерской национальной сборной и побывал на чемпионате мира в канадском Монреале, откуда привёз награду серебряного достоинства, выигранную в зачёте двухместных байдарок на дистанции 500 метров. Три года спустя выступил на мировом первенстве в болгарском Пловдиве и взял бронзу в двойках на тысяче метрах. Ещё через два года на аналогичных соревнованиях в Париже выиграл серебряную медаль в полукилометровой гонке байдарок-четвёрток. В 1994 году на чемпионате мира в Мехико добавил в послужной список ещё одну серебряную награду, добытую на сей раз в двойках на пятистах метрах. 
Благодаря череде удачных выступлений Адровиц удостоился права защищать честь страны на летних Олимпийских играх 1996 года в Атланте — в программе четырёхместных байдарок на дистанции 1000 метров совместно с партнёрами Андрашом Райной, Ференцем Чипешем и Габором Хорватом завоевал серебряную медаль — в финале их обошёл лишь экипаж из Германии. Вскоре после этой Олимпиады он принял решение завершить карьеру профессионального спортсмена, уступив место в сборной молодым венгерским гребцам.